# استفانیا بانینی
استفانیا بانینی (اسپانیایی: Estefanía Banini‎؛ زادهٔ ۲۱ ژوئن ۱۹۹۰) بازیکن فوتبال اهل آرژانتین است که در پست مهاجم بازی می‌کند. او در حال حاضر برای باشگاه واشینگتن اسپیریت در لیگ ملی فوتبال زنان بازی می‌کند. وی در تیم ملی فوتبال زنان آرژانتین نیز بازی می‌کند. از او اغلب به عنوان برابر مونث لیونل مسی و مارتا ویرا داسیوا آرژانتینی یاد می‌کنند.